# Arquidiócesis de Fermo
La arquidiócesis de Fermo (en latín: Archidioecesis Firmana y en italiano: Arcidiocesi di Fermo) es una circunscripción eclesiástica de la Iglesia católica en Italia. Se trata de una arquidiócesis latina, sede metropolitana de la provincia eclesiástica de Fermo. Desde el 14 de septiembre de 2017 su arzobispo es Rocco Pennacchio.

## Territorio y organización

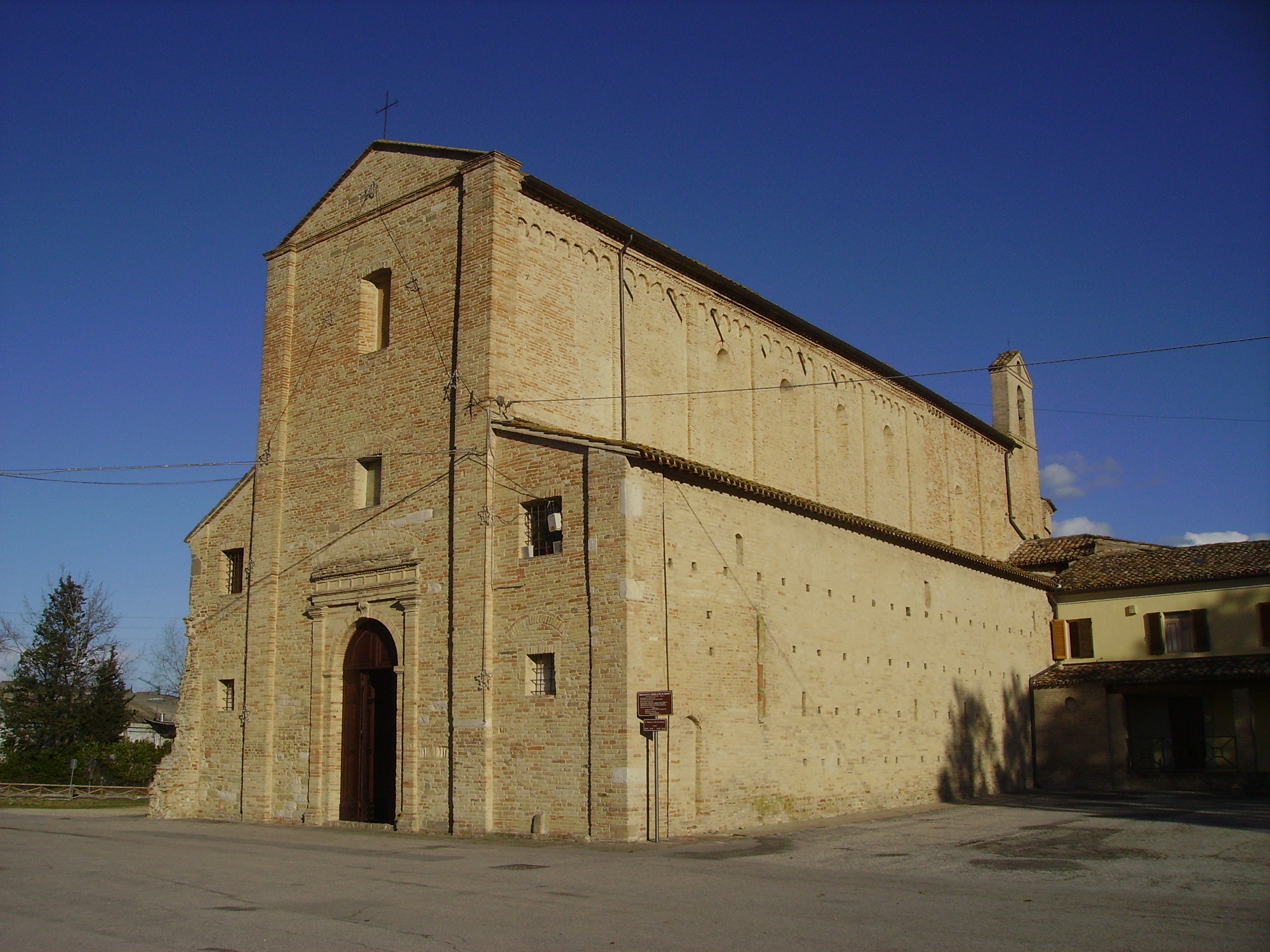
Basílica de la Santísima Anunciada, en Montecosaro

La arquidiócesis tiene 1319 km² y extiende su jurisdicción sobre los fieles católicos de rito latino residentes en parte de la región de Marcas, comprendiendo:
- en la provincia de Fermo las comunas de: Altidona, Amandola, Belmonte Piceno, Campofilone, Falerone, Fermo, Francavilla d'Ete, Grottazzolina, Lapedona, Magliano di Tenna, Massa Fermana, Monsampietro Morico, Montappone, Monte Giberto, Monte Rinaldo, Monte San Pietrangeli, Monte Urano, Monte Vidon Combatte, Monte Vidon Corrado, Montefalcone Appennino, Montefortino, Montegiorgio, Montegranaro, Monteleone di Fermo, Monterubbiano, Montottone, Moresco, Ortezzano, Pedaso, Petritoli, Ponzano di Fermo, Porto San Giorgio, Porto Sant'Elpidio, Rapagnano, Santa Vittoria in Matenano, Sant'Elpidio a Mare, Servigliano, Smerillo, Torre San Patrizio;[nota 1]
- en la provincia de Macerata las comunas de: Civitanova Marche, Corridonia, Gualdo (en parte),[nota 2] Loro Piceno, Mogliano, Montecosaro, Monte San Giusto, Monte San Martino, Morrovalle, Penna San Giovanni, Petriolo, Potenza Picena, Sant'Angelo in Pontano;
- en la provincia de Ascoli Piceno las comunas de: Carassai, Massignano y Montefiore dell'Aso, y en parte las de Comunanza,[3] Palmiano[4] y Roccafluvione[5]

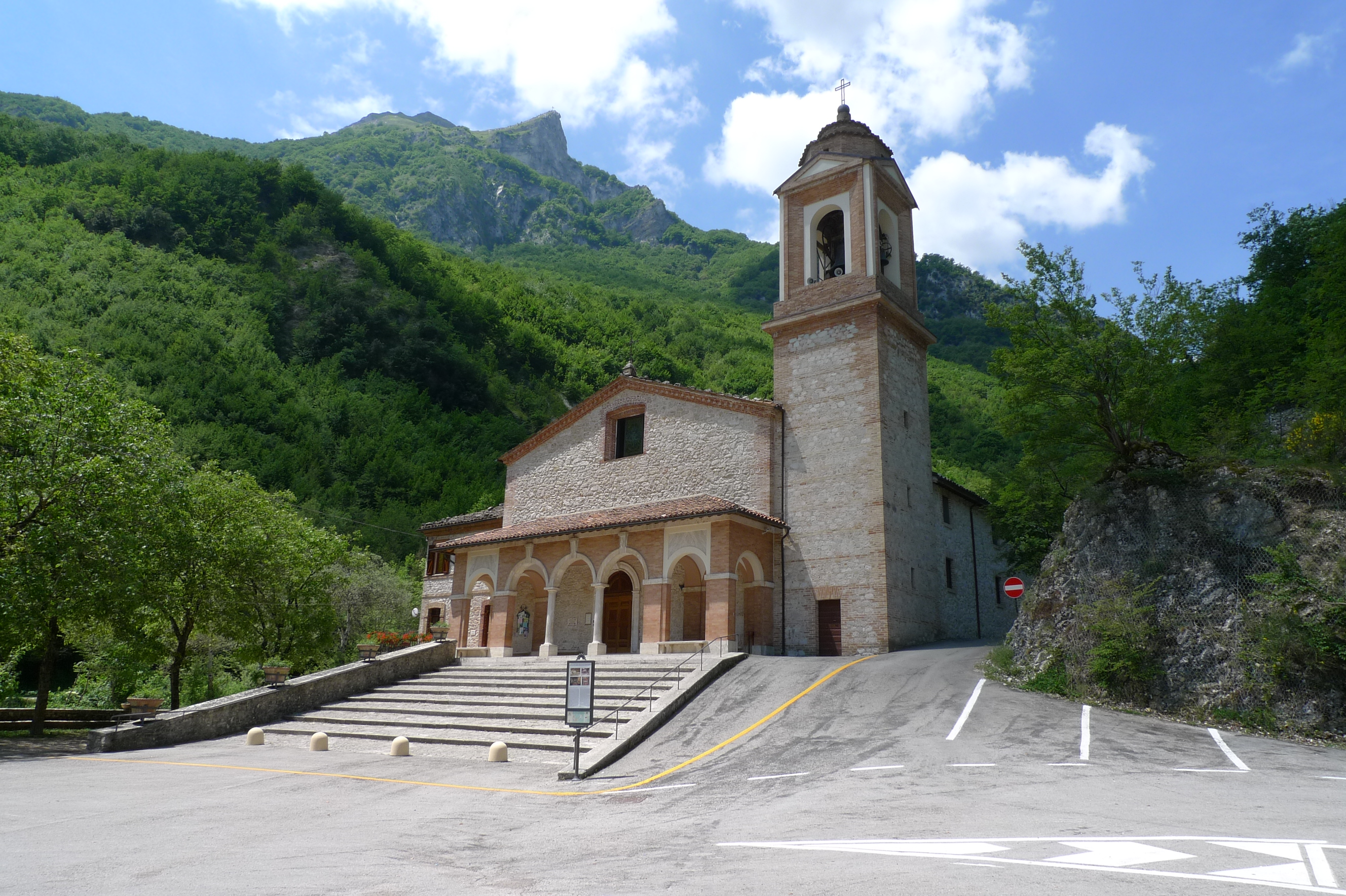
Santuario de la Madonna dell'Ambro, en Montefortino

La sede de la arquidiócesis se encuentra en la ciudad de Fermo, en donde se halla la Catedral de Santa María Asunta. En Montecosaro se encuentra la basílica de la Santísima Anunciada.
La arquidiócesis tiene como sufragáneas a la arquidiócesis de Camerino-San Severino Marche y a las diócesis de Ascoli Piceno, Macerata y San Benedetto del Tronto-Ripatransone-Montalto.
En 2023 en la arquidiócesis existían 123 parroquias agrupadas en 20 unidades pastorales y estas en 9 vicarías:
- vicaría de Amandola: unidades pastorales de Amandola, Servigliano y Ville d'Ascoli;
- vicaría de Civitanova Marche: unidades pastorales de Civitanova Marche y Potenza Picena;
- vicaría de Corridonia: unidades pastorales de Corridonia y Mogliano;
- vicaría de Fermo: unidades pastorales de Fermo est y Fermo ovest;
- vicaría de Montegiorgio: unidades pastorales de Montegiorgio, Grottazzolina y Torre San Patrizio;
- vicaría de Montegranaro: unidades pastorales de Montegranaro y Montecosaro;
- vicaría de Pedaso: unidades pastorales de Pedaso y Petritoli;
- vicaría de Porto San Giorgio: unidades pastorales de Porto San Giorgio y Lido di Fermo;
- vicaría de Sant'Elpidio a Mare: unidades pastorales de Sant'Elpidio a Mare y Porto Sant'Elpidio.

## Historia
Según la tradición, la diócesis de Fermo fue erigida en el siglo III y la fundación de la Iglesia está ligada a la memoria de dos santos mártires de mediados de siglo, Alessandro y Filippo, cuya existencia histórica, sin embargo, según algunos autores, desprovisto de cualquier base histórica. Algunas pistas monumentales atestiguarían su existencia en el siglo IV: la cripta de la catedral conserva un sarcófago paleocristiano que data de este siglo. Además, las excavaciones arqueológicas realizadas bajo el suelo de la catedral han sacado a la luz los restos de una iglesia de principios del siglo V, que se supone que fue la catedral de la diócesis de Fermo.
Los primeros obispos de Fermo históricamente documentados se remontan a las últimas décadas del siglo VI. El primero es Fabio, que vivió en 580, mencionado en una carta del papa Gregorio Magno escrita a su sucesor Passivo en 598, que fue destinatario de otras cartas del mismo pontífice en 601 y 602. Entre los obispos posteriores de Fermo se pueden recordar: Gioviano, que estuvo entre los padres que participaron en el Concilio de Letrán convocado por el papa Martín I en 649 para condenar la herejía monotelita; Lupo y Giso, que estuvieron presentes en los concilios convocados en Roma por los pontífices en 826 y 844 respectivamente; Eodicius, destinatario en 879 de una carta del papa Juan VIII, que le encargó investigar un caso de monaquismo forzado ocurrido en la diócesis de Teramo.
Desde finales del siglo X la cronología episcopal de Fermo se volvió más continua y regular. Cabe mencionar a los obispos Udalrico (1057-1074), en relación con san Pedro Damián para la implementación de la reforma gregoriana en la diócesis; Balignano (1145-1167), que se sumó al cisma del antipapa Víctor IV; Presbitero (1184-1202), «personaje de gran importancia religiosa y cultural, compañero de estudios y amigo de Tomás Becket». En 1176 las tropas comandadas por el arzobispo Cristiano de Maguncia, que apoyaba al emperador contra el papa, quemaron la catedral. Ya al año siguiente el papa Alejandro III promovió la reconstrucción de la catedral con el breve Cum iam pridem.
Según las Rationes decimarum Marchiae, en la segunda mitad del siglo XIII la diócesis de Fermo incluía 167 iglesias y 15 parroquias, hecho que «pone de relieve la labor de penetración cristiana y de evangelización de las poblaciones». En el mismo siglo llegaron a la diócesis los franciscanos, dominicos y agustinos.
En el primer cuarto del siglo XIV, enconados desacuerdos entre los canónigos de Fermo, que tenían derecho a elegir al obispo, provocaron problemas en la sucesión episcopal. Tras la muerte de Alberico Visconti, el papa Juan XXII tuvo que intervenir, nombrando en 1317 un administrador apostólico, que falleció al año siguiente. Luego, el capítulo dividido eligió a tres contendientes diferentes: Francesco, oficial de la curia romana, Rinaldo y Giacomo, dos canónigos de Fermo. La polémica se resolvió con la dimisión de Giacomo y la muerte de Rinaldo.
El 18 de noviembre de 1320 la diócesis de Fermo cedió una parte de su territorio para la erección de la diócesis de Macerata mediante la bula Sicut ex debito del papa Juan XXII. 
En 1327 estalló una sedición en Fermo, en la que partidarios del antipapa Nicolás V prendieron fuego a la cancillería del obispo. El papa Juan XXII reaccionó con firmeza, imponiendo un entredicho a la ciudad y despojándola de su honor episcopal. Posteriormente se reservó el derecho de elegir a todos los obispos de la Marca Fermana y Anconitana, poniendo fin a los privilegios centenarios del capítulo. En 1332, después de que los rebeldes juraron obediencia al papa, se levantó el interdicto y se restableció la diócesis.
El obispo Antonio de Vetulis se unió al partido del antipapa Clemente VII y en 1385 fue depuesto por el papa legítimo Urbano VI, pero en 1390 se convirtió en obispo por segunda vez.
La cronología de los obispos de Fermo se complica debido al Cisma de Occidente y la división del cristianismo occidental en tres obediencias distintas. Los autores, entre ellos Gams, Cappelletti y Eubel, tienen cada uno su propia cronología episcopal y la sucesión de los obispos no siempre está clara, debido también a la homonimia de muchos de ellos.
Entre los principales reformadores y ejecutores de las decisiones del Concilio de Trento hay que recordar a Lorenzo Lenzi (1544-1571) y al cardenal Felice Peretti Montalto (1571-1577), futuro papa Sixto V, que actuó sobre todo mediante cuidadosas visitas pastorales y numerosos sínodos diocesanos; en el sínodo de 1564 se sentaron las bases para el establecimiento del seminario episcopal. La obra de reforma de la diócesis continuó con más determinación en el siglo siguiente, durante el cual los obispos «trabajaron por la formación cultural y espiritual del clero, la promoción de la vida religiosa y la educación catequética del pueblo, la creación de numerosas y amplias instituciones de bienestar y caridad».
El 1 de agosto de 1571 la diócesis de Fermo cedió una parte de su territorio para la erección de la diócesis de Ripatransone mediante la bula Illius fulciti del papa Pío V. El 24 de noviembre de 1586 se cedieron otras porciones de territorio para erigir la nueva diócesis de Montalto mediante la bula Super universas del papa Sixto V. Estas pérdidas territoriales fueron compensadas el 24 de mayo de 1589 con la elevación de Fermo a arquidiócesis metropolitana mediante la bula Universis orbis ecclesiis del papa Sixto V. La nueva provincia eclesiástica incluía las diócesis de Macerata y Tolentino (unida aeque principaliter), Ripatransone, Montalto y San Severino.
Durante el siglo XVIII, la sede de Fermo fue ocupada por sólo cinco arzobispos. Entre ellos cabe mencionar a Alessandro Borgia (1724-1764), erudito y literato, que fue el primero en ordenar el archivo histórico diocesano y restaurar el palacio arzobispal; Urbano Paracciani Rutili (1764-1777), quien emprendió la muy controvertida reconstrucción de la catedral gótica en formas neoclásicas, obra completada por su sucesor Andrea Minucci en 1789. Cesare Brancadoro (1803-1837), por su oposición al régimen napoleónico, fue exiliado y permaneció alejado de la diócesis durante nueve años, de 1808 a 1817; además, en 1825 sufrió una ceguera total que le impidió ejercer sus deberes pastorales.
Durante más de cincuenta años, en la segunda mitad del siglo XIX, la arquidiócesis de Fermo fue gobernada por dos cardenales, Filippo de Angelis (1842-1877) y Amilcare Malagola (1877-1895). El primero participó activamente en el colegio cardenalicio durante el pontificado de Pío IX, fue arrestado dos veces, en 1849, por orden de la República Romana, y en 1860 por orden de Cavour. Dedicó particular atención al seminario arzobispal, que reformó con la introducción de un nuevo programa de estudios.
El comienzo del siglo XX estuvo marcado por el caso de Romolo Murri, sacerdote de Fermo, partidario del modernismo teológico, que contaba con numerosos seguidores en la arquidiócesis y al que se opuso enérgicamente el arzobispo Carlo Castelli (1906-1933): «En este asunto Castelli fue el fiel ejecutor Pío X. El "caso Murri" representó un terremoto para el joven clero de Fermo y para el seminario; el arzobispo fue drástico al tomar medidas contra los simpatizantes de Murri. Una vez pasada la tormenta, Castelli se dedicó a la reorganización de la Acción Católica y estimuló importantes iniciativas para la educación religiosa de la juventud».

## Estadísticas
Según el Anuario Pontificio 2024 la arquidiócesis tenía a fines de 2023 un total de 257 734 fieles bautizados.
| Año                                                                             | Población            | Población | Población      | Sacerdotes | Sacerdotes    | Sacerdotes    | Bautizados por sacerdote | Diáconos permanentes | Religiosos | Religiosos | Parroquias |
| Año                                                                             | Bautizados católicos | Total     | % de católicos | Total      | Clero secular | Clero regular | Bautizados por sacerdote | Diáconos permanentes | Varones    | Mujeres    | Parroquias |
| ------------------------------------------------------------------------------- | -------------------- | --------- | -------------- | ---------- | ------------- | ------------- | ------------------------ | -------------------- | ---------- | ---------- | ---------- |
| 1950                                                                            | 225 250              | 225 500   | 99.9           | 377        | 304           | 73            | 597                      |                      | 90         | 920        | 152        |
| 1969                                                                            | ?                    | 250 360   | ?              | 202        | 85            | 117           | ?                        |                      | 147        | 809        | 178        |
| 1980                                                                            | 260 000              | 270 000   | 96.3           | 363        | 261           | 102           | 716                      |                      | 121        | 401        | 217        |
| 1990                                                                            | 255 715              | 272 500   | 93.8           | 328        | 238           | 90            | 779                      |                      | 111        | 237        | 123        |
| 1999                                                                            | 261 284              | 264 710   | 98.7           | 277        | 202           | 75            | 943                      | 10                   | 90         | 412        | 123        |
| 2000                                                                            | 267 918              | 273 016   | 98.1           | 274        | 194           | 80            | 977                      | 10                   | 99         | 385        | 123        |
| 2001                                                                            | 269 227              | 274 397   | 98.1           | 265        | 192           | 73            | 1015                     | 12                   | 91         | 391        | 123        |
| 2002                                                                            | 268 302              | 273 963   | 97.9           | 274        | 194           | 80            | 979                      | 13                   | 107        | 365        | 123        |
| 2003                                                                            | 268 500              | 276 373   | 97.2           | 268        | 191           | 77            | 1001                     | 14                   | 96         | 366        | 123        |
| 2004                                                                            | 269 953              | 275 589   | 98.0           | 263        | 179           | 84            | 1026                     | 15                   | 97         | 366        | 123        |
| 2006                                                                            | 278 086              | 283 423   | 98.1           | 247        | 175           | 72            | 1125                     | 17                   | 98         | 302        | 123        |
| 2013                                                                            | 283 002              | 294 002   | 96.3           | 233        | 168           | 65            | 1214                     | 39                   | 103        | 286        | 123        |
| 2016                                                                            | 273 924              | 287 049   | 95.4           | 228        | 166           | 62            | 1201                     | 40                   | 74         | 199        | 123        |
| 2019                                                                            | 271 943              | 294 807   | 92.2           | 210        | 151           | 59            | 1294                     | 37                   | 67         | 189        | 123        |
| 2021                                                                            | 264 354              | 286 337   | 92.3           | 189        | 138           | 51            | 1398                     | 37                   | 62         | 157        | 123        |
| 2023                                                                            | 257 734              | 282 049   | 91.4           | 174        | 131           | 43            | 1481                     | 36                   | 56         | 139        | 123        |
| Fuente: Catholic-Hierarchy, que a su vez toma los datos del Anuario Pontificio. |                      |           |                |            |               |               |                          |                      |            |            |            |

## Episcopologio
La sede de Fermo se caracteriza por episcopados excepcionalmente largos. El arzobispo de Fermo con más años de servicio fue Alessandro Borgia (casi 40 años de episcopado), seguido de Filippo De Angelis (poco más de 35 años), luego Norberto Perini (poco más de 34 años), Cesare Brancadoro (34 años) y Giovan Battista Rinuccini. con 28 años de episcopado. Seguidos por Carlo Castelli y Lorenzo Lenzi con 27 años, Andrea Minucci y Domenico Capranica con 24 años, Nicolò Gaddi con 23 y finalmente Cleto Bellucci (21 años).
- San Alessandro † (246-250 falleció)
- San Filippo I † (251-253 falleció)[nota 3]
- Fabio † (mencionado en 580)[17]
- Passivo † (antes de 598-después de 602)[8]
- Gioviano † (mencionado en 649)
- Marciano † (mencionado en 675 circa)
- Gualterio † (mencionado en 776)
- Lupo † (mencionado en 826)[18]
- Giso † (mencionado en 844)[19]
- Eodicio † (mencionado en 879)[20]
- Amico  † (antes de 920-después de 940)
- Gaidulfo † (antes de 960-después de 977)[21]
- Uberto † (antes de 996-después de 1044)[21]
- Erimanno † (antes de octubre de 1046-30 de septiembre de 1056 falleció)[21]
- Udalrico † (antes de septiembre de 1057-antes del 22 de diciembre de 1074[nota 4] falleció)[21]
- Pietro I † (mencionado en junio de 1075)[21]
- Wolfarango † (enero de 1076-11 de febrero de 1079 depuesto)[21]
  - Ugo Candido † (antes del 25 de junio de 1080-después de 1089) (antiobispo)[21][22]
- W. (Ulcandino?) † (antes de 1082-después de 1086)[21]
- Azzo I † (antes de 1094-1096)[23]
- Grimoaldo? † (mencionado en 1097)[23]
- Masio? † (mencionado en 1103)[23]
- Azzo II † (antes de 1108-después de 1119)[23]
- Guldegando?[21] † (mencionado en 1120 circa)
- Alessandro † (antes de 1126-1127)[21]
- Liberto † (antes de septiembre de 1128-después de enero de 1145)
- Balignano † (antes de agosto de 1145-después de 1167)
- Pietro II † (mencionado en 1170)
- Alberico † (mencionado en 1174)
- Pietro III † (mencionado en 1179)
- Presbitero † (1 de abril de 1184 consagrado[24]-después de 1202 falleció)
- Adenulfo † (antes de diciembre[25] de 1205-1213 falleció)
- Ugo † (1214-1216 falleció)
- Pietro IV † (1216-1223 falleció)
- Rainaldo † (22 de julio de 1223-1227 renunció[25])
  - Alatrino † (1228) (administrador apostólico)
- Filippo II † (23 de agosto de 1229-24 de mayo de 1250 falleció)
- Gerardo † (2 de julio de 1250-circa 1272 falleció)
- Filippo III † (24 de marzo de 1273-circa 1300 falleció)
- Alberico Visconti † (28 de febrero de 1301-13 de julio de 1314 o 1315 falleció)
  - Amelio di Lautrec † (23 de agosto de 1317-1318) (administrador apostólico)
- Francesco da Mogliano † (25 de septiembre de 1318-1325 falleció)
  - Francesco de Silvestris † (21 de julio de 1328-1334) (administrador apostólico)
  - Vitale da Urbino, O.F.M. † (23 de julio de 1328-?) (antiobispo)[nota 5]
- Giacomo da Cingoli, O.P. † (11 de marzo de 1334-enero de 1348 falleció)
- Bongiovanni † (28 de enero de 1349-5 de abril de 1363 nombrado arzobispo de Patras)
- Alfonso di Tauro, O.F.M. † (5 de mayo de 1363-1370 nombrado obispo de Astorga)
- Niccolò Marciari † (1 de julio de 1370-4 de diciembre de 1374 nombrado obispo de Città di Castello)
- Antonio de Vetulis † (4 de diciembre de 1374-1386 depuesto)
- Angelo Pierleoni † (26 de noviembre de 1386-?)
- Antonio de Vetulis † (2 de febrero de 1390-21 de julio de 1405 falleció) (por segunda vez)[nota 6]
- Leonardo Fisici † (22 de enero de 1406-1412 falleció)
- Giovanni Bertoldi, O.F.M. † (28 de marzo de 1412-15 de diciembre de 1417 nombrado obispo de Fano)[nota 7]
  - Giacomo Migliorati † (1418-1425 renunció) (administrador apostólico)
- Domenico Capranica † (3 de diciembre[25] de 1425-8 de noviembre de 1430 publicado cardenal)
  - Domenico Capranica † (8 de noviembre de 1430-1432 depuesto) (administrador apostólico)
- Bartolomeo Vinci † (1432-11 de febrero de 1434 renunció)[nota 8]
  - Domenico Capranica † (11 de febrero de 1434-14 de agosto de 1458 falleció) (administrador apostólico, por segunda vez)
- Nicola Capranica † (30 de octubre de 1458-1473)
  - Angelo Capranica † (9 de abril de 1473-17 de junio de 1474 renunció) (administrador apostólico)
- Girolamo Capranica † (17 de junio de 1474-1478 falleció)
- Giovanni Battista Capranica † (27 de julio de 1478-1484 falleció)
  - Francesco Todeschini Piccolomini † (21 de febrero de 1485-26 de mayo de 1494 renunció) (administrador apostólico)
  - Agostino Piccolomini † (26 de mayo de 1494-1496) (administrador apostólico)
  - Francesco Todeschini Piccolomini † (1496-22 de septiembre de 1503) electo papa con el nombre de Pío III) (administrador apostólico, por segunda vez)
- Francisco de Remolins † (1504-5 de febrero de 1518 falleció)
  - Giovanni Salviati † (8 de febrero de 1518-16 de octubre de 1521 renunció) (administrador apostólico)
- Niccolò Gaddi † (16 de octubre de 1521-5 de diciembre de 1544 renunció)
- Lorenzo Lenzi † (5 de diciembre de 1544-1571 falleció)
- Felice Peretti Montalto, O.F.M.Conv. † (17 de diciembre de 1571-14 de agosto de 1577 renunció, luego electo papa con el nombre de Sixto V)
- Domenico Pinelli † (14 de agosto de 1577-1584 renunció)
- Sigismondo Zanettini † (14 de enero de 1585-1 de octubre de 1594 falleció)
- Ottavio Bandini † (29 de junio de 1595-10 de abril de 1606 renunció)
- Alessandro Strozzi † (10 de abril de 1606-11 de febrero de 1621 falleció)
- Pietro Dini † (19 de abril de 1621-14 de agosto de 1625 falleció)
- Giovanni Battista Rinuccini † (6 de octubre de 1625-13 de diciembre de 1653 falleció)
- Carlo Gualterio † (5 de octubre de 1654-12 de abril de 1668 renunció)
- Giannotto Gualterio † (30 de abril de 1668-13 de mayo de 1683 falleció)
- Gianfrancesco Ginetti † (5 de junio de 1684-18 de septiembre de 1691 falleció)
  - Sede vacante (1691-1697)[nota 9]
- Baldassare Cenci † (20 de noviembre de 1697-26 de mayo de 1709 falleció)
  - Sede vacante (1709-1712)
- Girolamo Mattei Orsini † (21 de noviembre de 1712-2 de octubre de 1724 renunció)
- Alessandro Borgia † (20 de noviembre de 1724-14 de febrero de 1764 falleció)
- Urbano Paracciani Rutili † (9 de julio de 1764-2 de enero de 1777 falleció)
  - Sede vacante (1777-1779)
- Andrea Antonio Silverio Minucci † (20 de septiembre de 1779-29 de enero de 1803 falleció)
- Cesare Brancadoro † (11 de julio de 1803-12 de septiembre de 1837 falleció)
- Gabriele Ferretti † (2 de octubre de 1837-12 de enero de 1842 renunció)
- Filippo de Angelis † (27 de enero de 1842-8 de julio de 1877 falleció)
- Amilcare Malagola † (21 de septiembre de 1877-22 de junio de 1895 falleció)
- Roberto Papiri † (29 de noviembre de 1895-31 de marzo de 1906 falleció)
- Carlo Castelli, O.SS.C.A. † (14 de julio de 1906-8 de febrero de 1933 falleció)
- Ercole Attuoni † (16 de marzo de 1933-31 de mayo de 1941 falleció)
- Norberto Perini † (22 de octubre de 1941-21 de junio de 1976 retirado)
- Cleto Bellucci † (21 de junio de 1976 por sucesión-18 de junio de 1997 retirado)[nota 10]
- Benito Gennaro Franceschetti † (18 de junio de 1997-4 de febrero de 2005 falleció)[nota 11]
- Luigi Conti † (13 de abril de 2006-14 de septiembre de 2017 retirado)
- Rocco Pennacchio, desde el 14 de septiembre de 2017